# Christine Stadler

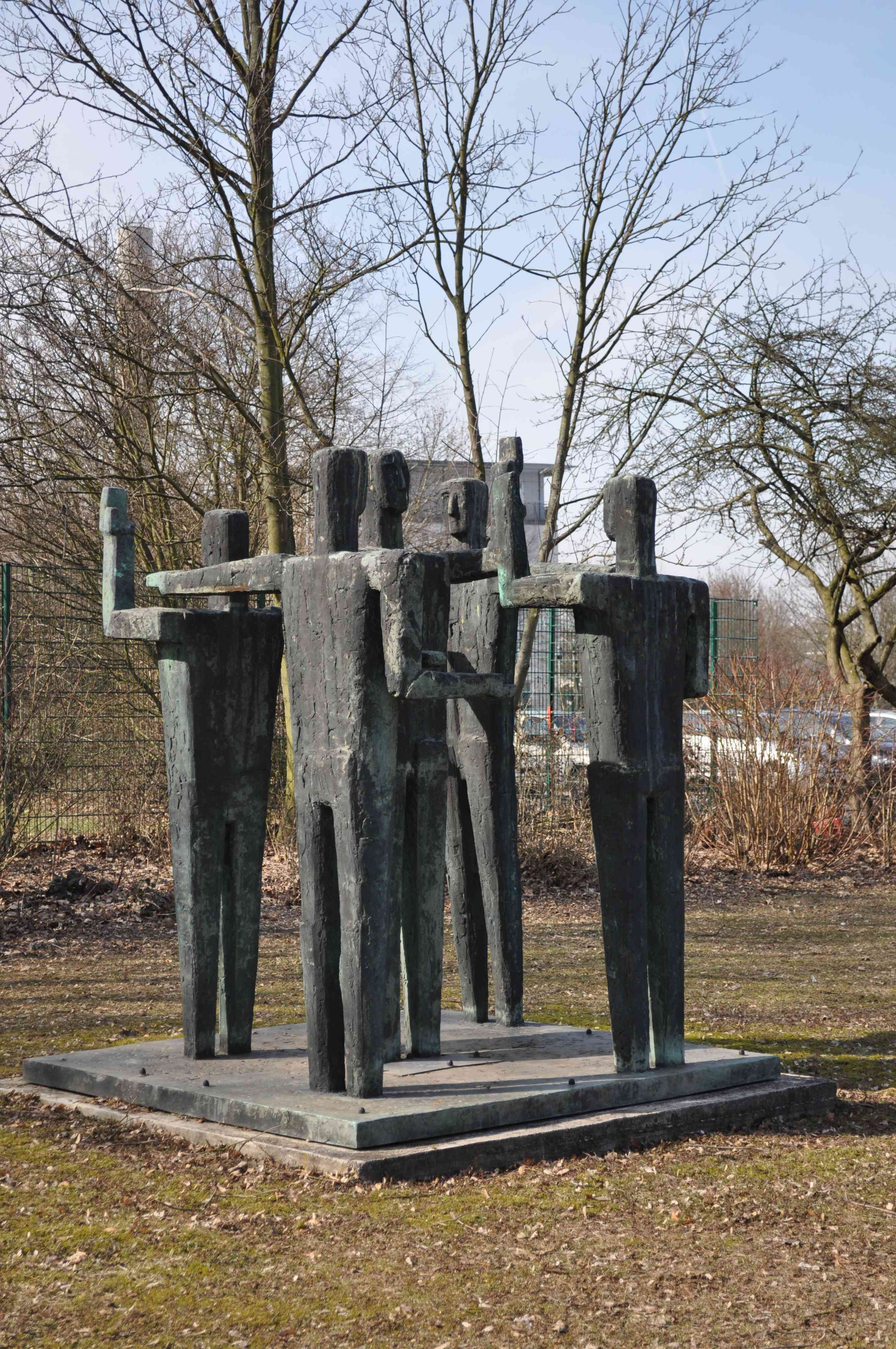
Skulptur in Frankfurt, Ben Gurion Ring auf dem Gelände der SEB AG

Betonrelief im Münchner U-Bahnhof Bonner Platz

Christine Stadler (* 1922 in Eggstätt; † 2001) war eine Bildhauerin und Keramikerin.

## Leben
Christine Stadler verlebte ihre Jugend- und Schulzeit in Eggstätt. Von 1946 bis 1948 besuchte sie die Kunstschule Prien, anschließend machte sie in München eine Bildhauerlehre. Von 1950 bis 1956 vervollständigte sie ihre künstlerische Ausbildung in der Akademie der bildenden Künste München und wurde schließlich Meisterschülerin bei Anton Hiller. Christine Stadler war unter anderem Jury- und Vorstandsmitglied in der Deutschen Gesellschaft für christliche Kunst und Mitglied im Komiteebeirat der Internationalen Gesellschaft für christliche Künstler. Sie starb 2001 und wurde in Eggstätt beigesetzt.

## Werke
Von Christine Stadler stammen viele kirchliche Ausstattungen und Kunstwerke im öffentlichen Raum. Die Wände der Münchner U-Bahnhöfe Bonner Platz und Petuelring sind mit Betonreliefs von ihr geschmückt. In München schuf sie auch zwei Denkmäler für die Geschwister Scholl: eines von 1962 befindet sich vor dem Studentenwohnheim am Steinickeweg, das andere beim Gebäude der Katholischen Akademie Bayern in der Mandlstraße. Joseph Ratzinger, der nachmalige Papst Benedikt XVI. erwarb für den Garten seines Hauses in Pentling zwei Skulpturen der Künstlerin; Kopien wurden im Garten des zur Begegnungsstätte umgewidmeten Wohnhauses Papst Benedikt XVI. aufgestellt. Ein profanes Werk der Künstlerin ist eine Skulptur „ohne Titel“ im Fideliopark im Münchner Stadtteil Englschalking.

## Ehrungen
- 1982: Schwabinger Kunstpreis
- 1983: Verdienstkreuz am Bande des Verdienstordens der Bundesrepublik Deutschland
- 1989: Oberbayerischen Kulturpreis
- 1998: Komtur mit Stern des Päpstlichen Ritterordens des heiligen Gregors des Großen[4]